# Норма (часопис)
Норма: часопис за теорију и праксу васпитања и образовања научни је часопис који излази од 1990. године, са кратким прекидом између 1992. и 1994. године. Издавач је Педагошки факултет у Сомбору у саставу Универзитета у Новом Саду.

## О часопису
Норма је научни часопис који излази од 1990. године и бави се теоријом и праксом васпитања и образовања.  Часопис је добио назив по првој школи за образовање учитеља Норми, која је основана 1778. године у Сомбору. Имао је прекид излажења од 1992. до 1994. године. Уређује се према одредбама Акта о уређивању научних часописа. У њему се објављују радови у којима се разматрају теоријска и практична питања везана за савремену разредну наставу, као и искуства дидактичко-методичке праксе у обради наставних садржаја појединих наставних предмета. 

### Историјат
Први и други број часописа који су изашли 1990. и 1991. године носили су назив Норма: образовање учитеља јуче, данас, сутра, а издавач је била  Педагошка академија Жарко Зрењанин. Године 1993. Академија прераста у Учитељски факултет, и од 1995. године поново издаје часопис, под називом Норма: часопис за теорију и праксу васпитања и образовања, који се задржао до данас. Учитељски факултет је 1996. године, због увођења нових смерова, као што су васпитач, библиотекар-информатичар и дизајнер медија у образовању прерастао у Педагошки факултет, који је наставио издавање часописа.

### Периодичност излажења
Часопис Норма излази два пута годишње.

### Категоризација часописа
Часопис је категорисан од стране Министарства просвете, науке и технолошког развоја Републике Србије у категорији домаћих научних часописа за друштвене науке - психологија, педагогија, андрагогија,  специјално васпитање.

## Уредници
- Главни и одговорни уредник бројева из 1990. и 1991. године била је проф. др Јелена Косановић.
- Од 1995. године главни и одговорни уредници су еминентни професори Педагошког факултета у Сомбору.
  - Од 1995. године је проф. др Ђорђе Ђурић;
  - Од 1999. године главни уредник је био проф. др Недељко Родић, а одговорни уредник Првослав Јанковић;
  - Од 2001. године главни и одговорни уредник је Првослав Јанковић;
  - Од 2007. године проф. др Ђорђе Надрљански;
  - Од 2008. године проф. др Светлана Шпановић;
  - Од 2010. године проф. др Тихомир Петровић;
  - Од 2012. године проф. др Жељко Вучковић;
  - Од 2015. године главни и одговорни уредник проф. др Борјанка Трајковић.

## Аутори прилога
Аутори прилога су професори, научни и стручни радници из области педагогије, психологије, књижевности, српског језика, библиотекарства, историје, филозофије, социологије, математике, информатике, физике, хемије, биологије, менаџмента итд.